# Propileos

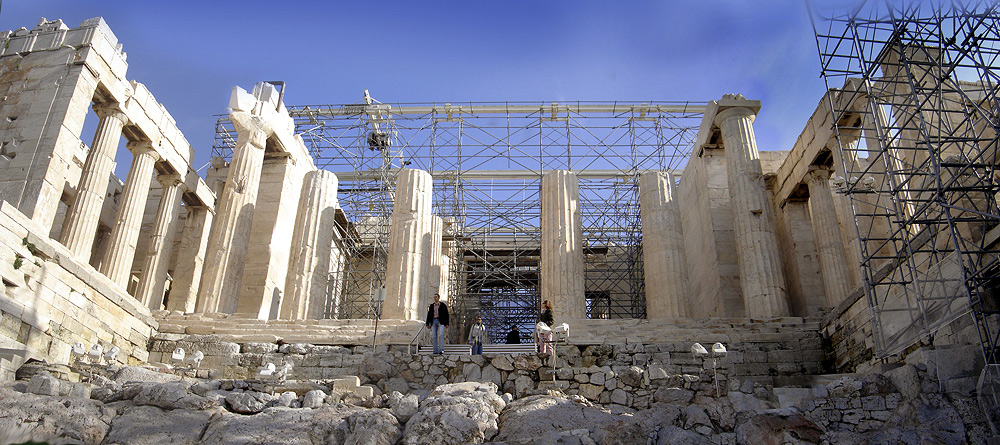
Propileos de la Acrópolis de Atenas

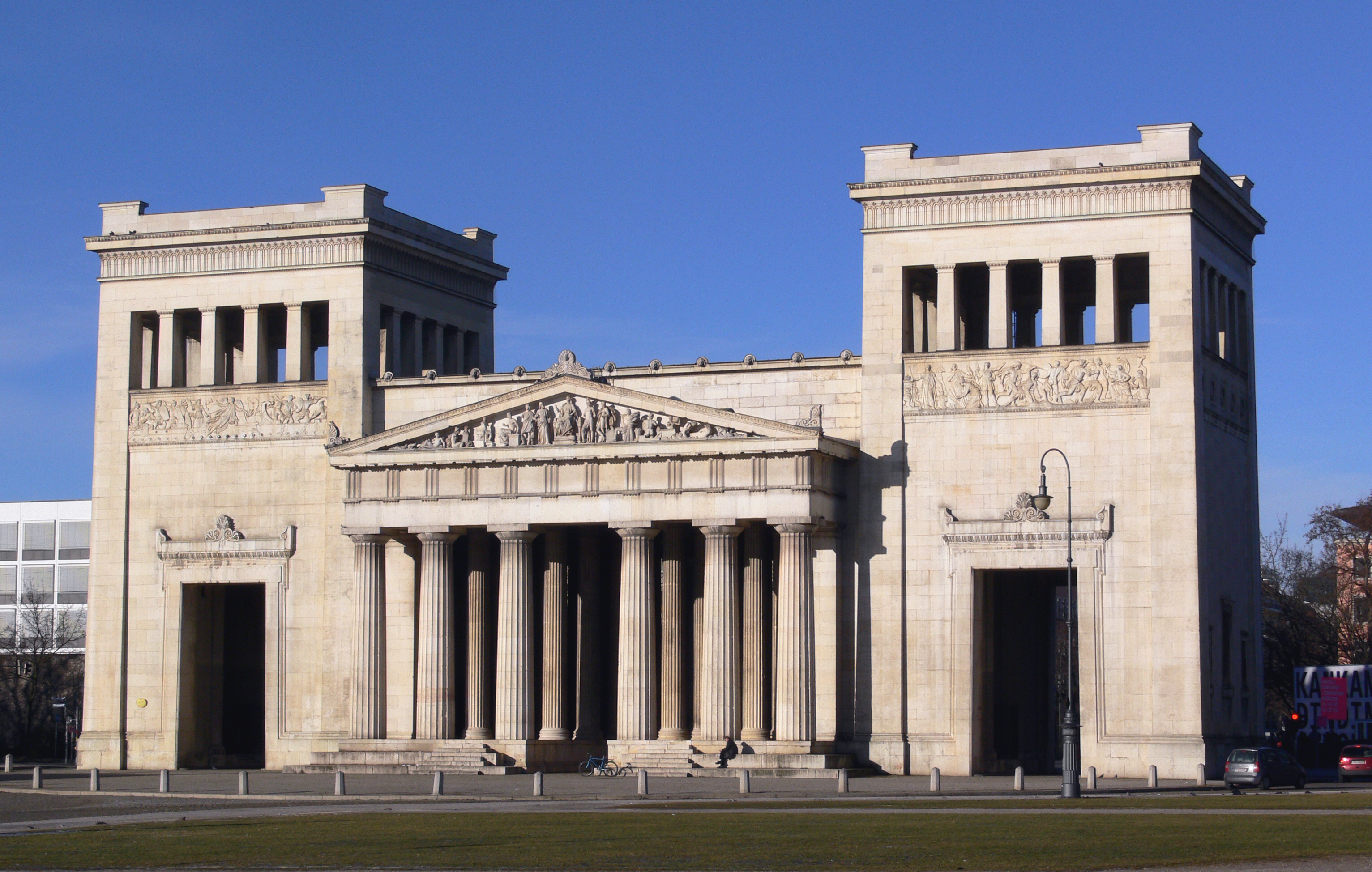
Propileos de la plaza Königsplatz, Múnich

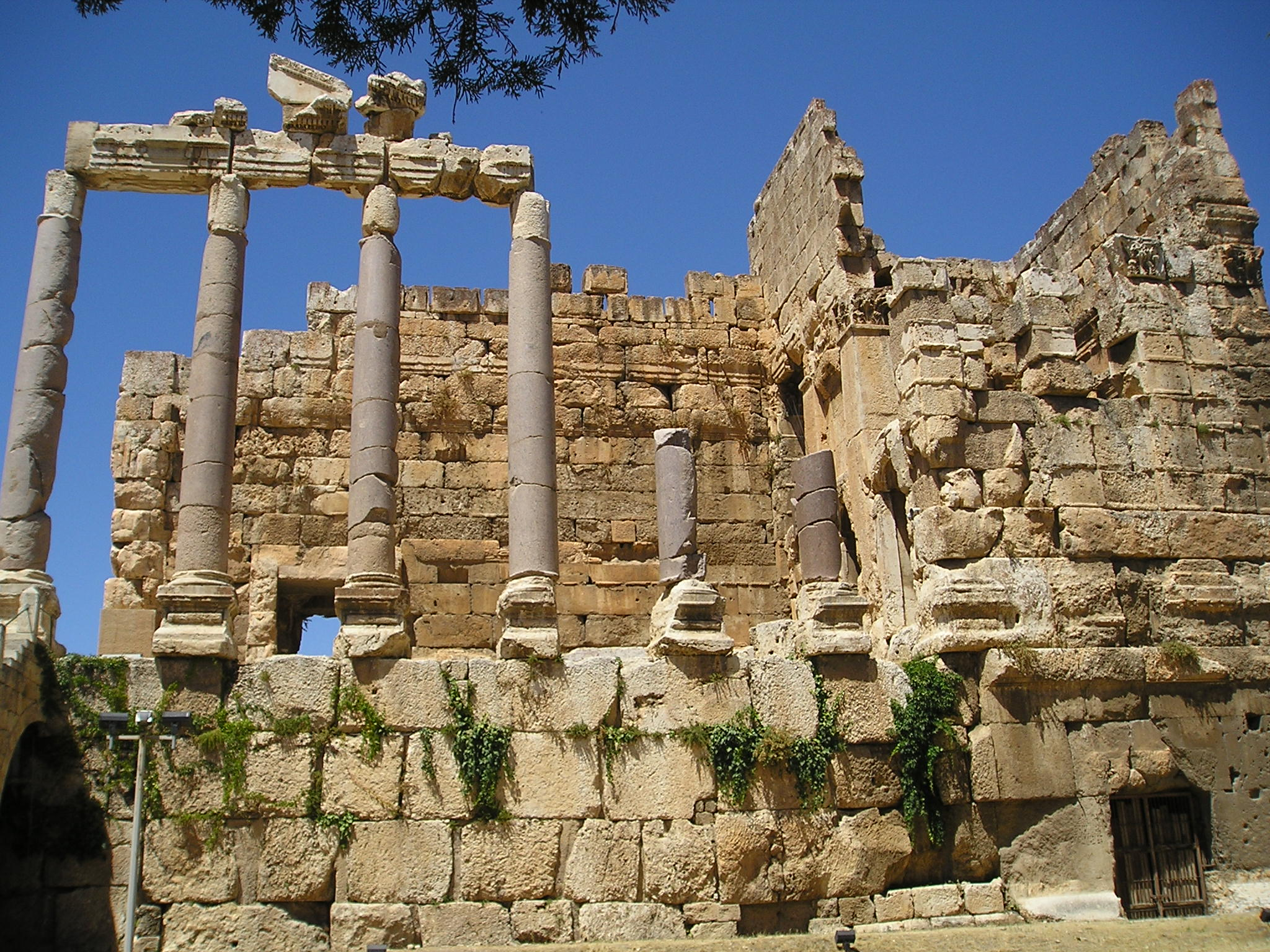
Restos de los propileos de Baalbek, edificados a principios del, en tiempos de Caracalla.

Los propileos son, en arquitectura, una entrada monumental con columnas a un edificio o recinto cerrado.

## Origen del término
En la Antigua Grecia, la palabra en singular própylon o propileo (en griego antiguo, en plural, προπύλαια, compuesto del prefijo προ pro y del sustantivo πύλαιον pylaion — Προπύλαιον = 'delante de la puerta') designaba un vestíbulo simple ubicado en el frente de la entrada a un santuario, palacio o ciudad.
En plural, los propileos (Προπύλαια) son entradas o pórticos monumentales de estructura mucho más compleja, como en Eleusis, Corinto, Epidauro o Atenas. Frecuentemente disponían de una pared o también llamada fachada con columnas.
En el ámbito helénico, el propileo monumental más antiguo conservado es la entrada al témenos del santuario de Afaya en Egina, una estructura bifronte in antis, con dos columnas dóricas en cada cara. Tanto en este caso como más tarde en Atenas, esta construcción también sirvió para ocultar la fuerte pendiente de la vía de acceso, compuesta por escaleras monumentales. Se realizó al mismo tiempo que la reconstrucción del recinto sagrado, datada alrededor del 500 a. C. Los restos de una anterior entrada monumental, evidenciada por las excavaciones, han sido fechados alrededor del 570 a. C.

## Otros propileos
El propileo no adosado más antiguo conocido es el que se encuentra en el área del palacio de Pasargada, una antigua capital aqueménida.
Frente al Palacio de Darío en Susa, en el montículo de la ciudad real, hay un pasaje cubierto llamado propileo.
En Baalbek todavía hoy pueden observarse los propileos de la época de Caracalla, erigidos en el siglo III.